# Алуањ
Алуањ (фр. Allouagne) насеље је и општина у североисточној Француској у региону Север-Па де Кале, у департману Па де Кале која припада префектури Béthune.
По подацима из 2011. године у општини је живело 3.037 становника, а густина насељености је износила 388,86 становника/km². Општина се простире на површини од 7,81 km². Налази се на средњој надморској висини од 50 метара (максималној 100 m, а минималној 20 m).

## Демографија
| 1962. | 1968. | 1975. | 1982. | 1990. | 1999. | 2011. |
| ----- | ----- | ----- | ----- | ----- | ----- | ----- |
| 2.703 | 2.918 | 2.964 | 2.970 | 3.055 | 3.055 | 3.037 |

График промене броја становника у току последњих година

## Партнерски градови
- Шверте